# Micronésiens

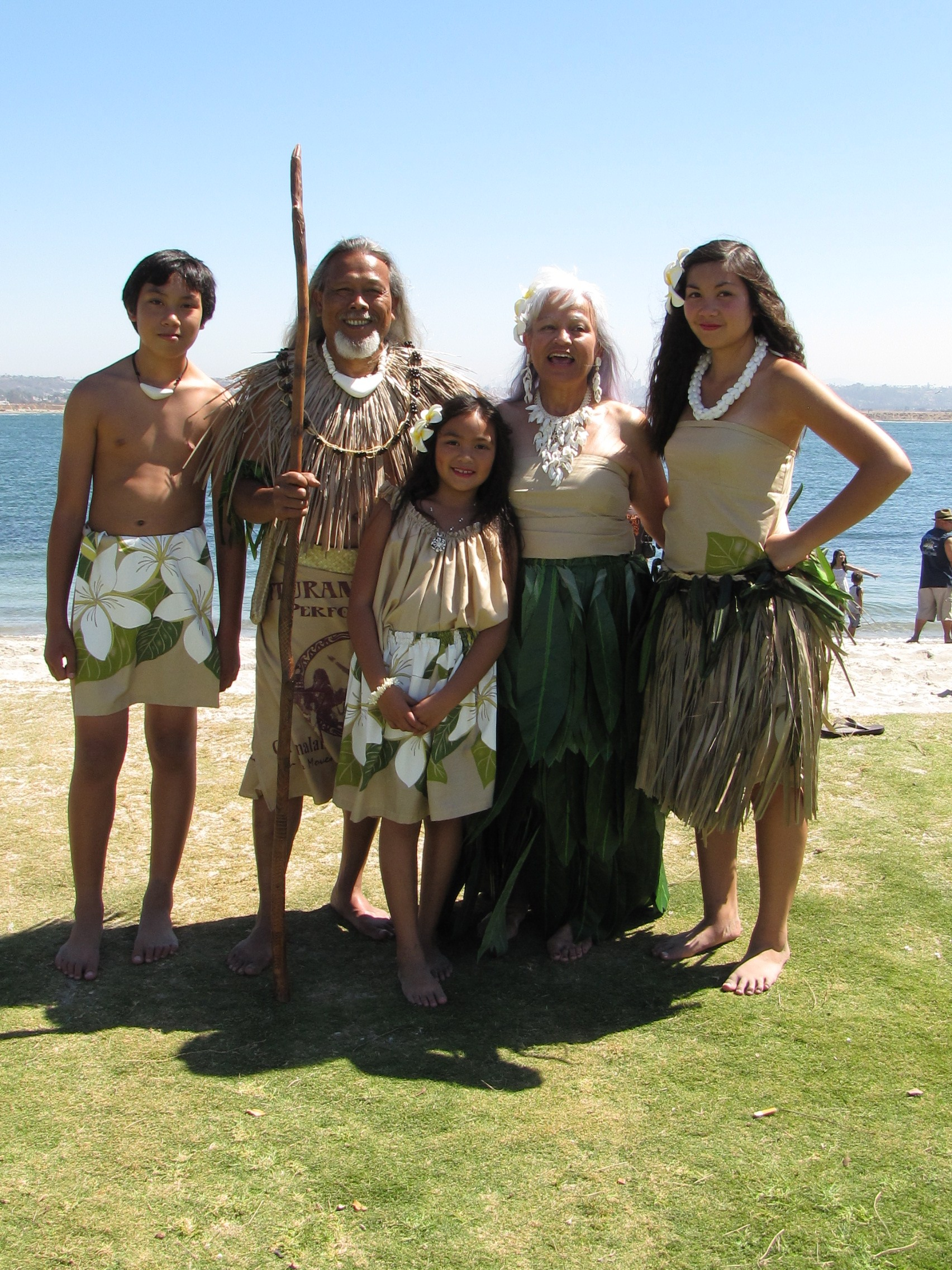
Chamorros en costume traditionnel.

Les Micronésiens ou peuples micronésiens sont divers groupes ethniques étroitement liés aux peuples autochtones d'Océanie originaires de Micronésie, dans l'Océan Pacifique. Ils font partie du groupe ethnolinguistique austronésien.
Les groupes ethnolinguistiques classés comme micronésiens comprennent les Caroliniens (en) (Îles Mariannes du Nord), les Chamorros (Guam et Îles Mariannes du Nord), les Chuukois, les Mortlocks, les Namonuitos, les Paafangs, les Puluwats, les Gilbertins (Kiribati), les Kosraes (Kosrae), les Marshallais (Îles Marshall), les Nauruans (Nauru), les Palaois, les Sonsorolais et Hatohobei (Palaos), les Pohnpeiens, les Pingelapais, les Ngatiks (en), les Mwokils (Pohnpeiens), les Yapais, les Ulithis, les Woléaïens, les Satawalais (Yap),.

## Origines
Sur la base du consensus scientifique actuel, les Micronésiens sont considérés, par des preuves linguistiques, archéologiques et génétiques humaines, un sous-ensemble du peuple austronésien ayant migré vers la mer, qui comprend les Polynésiens et les Mélanésiens. Les Austronésiens ont été les premiers à inventer des technologies de navigation océanique (notamment les canoës à voile à double coque, les pirogues à balancier, la construction de bateau à cale sèche et la voile à pinces de crabe), qui ont permis leur dispersion rapide dans les îles de l'Indo-Pacifique,, À partir de 2000 avant notre ère, les Austronésiens ont assimilé (ou ont été assimilés par) les populations antérieures des îles au cours de leur parcours migratoire,,,,. Ce mélange s'est produit sur la côte nord de la Nouvelle-Guinée et dans les îles adjacentes, où la famille des langues océaniques s'est développée il y a environ quatre mille ans, après que les langues austronésiennes de cette région se soient distinctes et soient devenues une branche distincte de la famille austronésienne,.

Dispersion chronologique des peuples austronésiens à travers l'Indo-Pacifique.

Les migrants sont entrés en Micronésie par l’est et l’ouest. Les migrants de l'ouest sont venus des Philippines et d'Indonésie et se sont installés dans les îles Mariannes il y a environ 3 500 ans, après quoi les Palaos ont été colonisées il y a environ 3 000 ans.

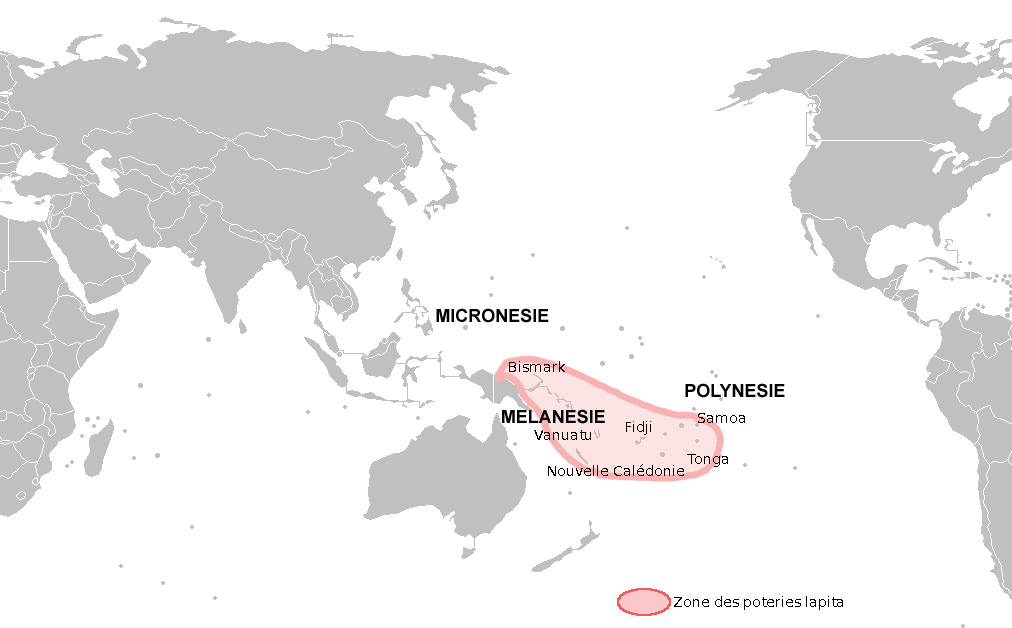
Carte de la zone culturelle Lapita.

Les migrants de l'est sont venus de l'est de la Mélanésie et se sont installés dans les îles Gilbert, les îles Marshall, les îles Carolines orientales et centrales, Sonsorol, Pulo Anna, Merir et Tobi,. Les migrants de l'est appartenaient à la culture Lapita et se sont installés en Micronésie orientale au cours de plusieurs centaines d'années, peut-être à partir des îles Santa Cruz, vers 500-100 av. J.-C. Au cours des siècles suivants, la variante linguistique océanienne apportée par les migrants Lapita a divergé et est devenue la branche micronésienne des langues océaniennes. John Lynch propose provisoirement une relation entre les langues micronésiennes et les langues des îles Loyauté de Mélanésie, mais avec la mise en garde « que c'est quelque chose qui pourrait bien être étudié plus en profondeur, ne serait-ce que pour confirmer que les langues micronésiennes ne sont pas originaires des Loyautés ».
Les îles Yap ont été colonisées séparément il y a environ 2 000 ans, car sa langue a été introduite par une source de langue océanienne en Mélanésie, peut-être dans les îles de l'Amirauté.
Des preuves archéologiques ont révélé que certaines des îles Bonin étaient habitées à l'époque préhistorique par des membres d'une ethnie micronésienne inconnue.

## Liste des groupes ethniques
Les peuples micronésiens peuvent être divisés en deux groupes culturels, les habitants des îles hautes et les habitants des îles basses. Les Palaosiens, Chamorros, Yapais, Chuukais, Pohnpeiens, Kosraes et Nauruans appartiennent au groupe des hautes îles. Les habitants des îles basses (atolls) sont les Marshallais et les Kiribatis, dont la culture est distincte de celle des îles hautes. Les habitants des îles basses disposaient d'une meilleure technologie de navigation et de canotage, comme moyen de survie. Les habitants des îles élevées avaient accès à des ressources fiables et abondantes et n’avaient pas besoin de beaucoup voyager en dehors de leurs îles. Les îles hautes possédaient également des populations plus importantes.

### Peuple Banaban

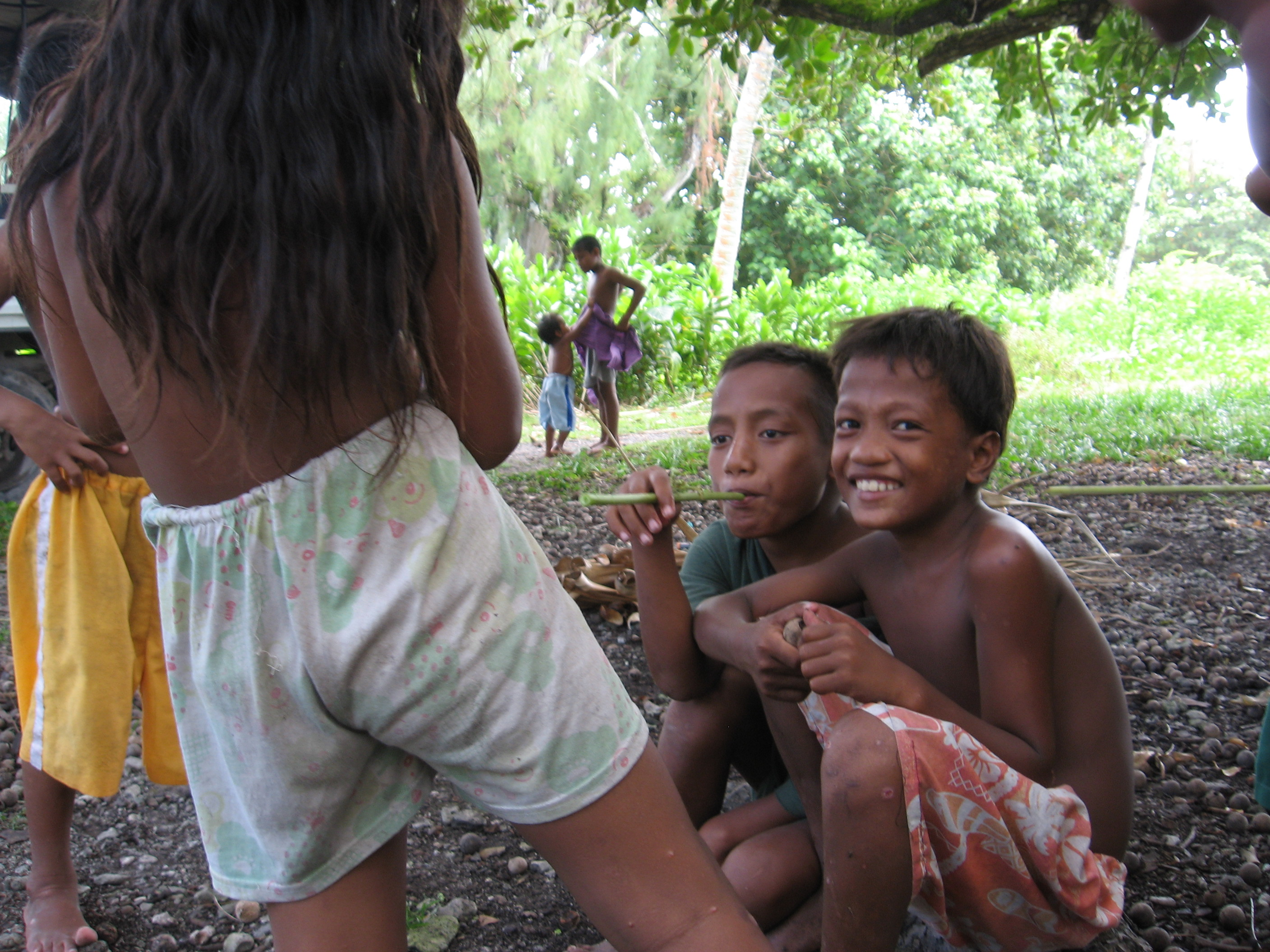
Enfants banabans, en 2007.

Raobeia Ken Sigrah affirme que les Banabans, originaires de Banaba, sont ethniquement distincts des autres I-Kiribati. Les Banabans ont été assimilés grâce aux migrations forcées et au lourd impact de la découverte du phosphate en 1900 (en). Après 1945, les autorités britanniques ont transféré la majeure partie de la population sur l'île de Rabi, aux Fidji, avec des vagues d'émigration ultérieures en 1977 et de 1981 à 1983. Certains Banabans sont ensuite revenus, après la fin de l'exploitation minière en 1979 ; environ 300 personnes vivaient sur l'île en 2001. La population de Banaba lors du recensement de 2010 était de 295 habitants. Il y a environ 6 000 personnes d'origine banaban aux Fidji et dans d'autres pays,.
Les Banabans parlaient la langue banaban, qui a disparu en raison du passage au gilbertin, introduit par des missionnaires chrétiens qui traduisaient la Bible dans cette langue et encourageaient les Banabans à la lire. Aujourd'hui, il ne reste que quelques mots de la langue banaban originale. Aujourd'hui, les Banabans parlent le dialecte banaban du gilbertin, qui comprend des mots de l'ancienne langue banaban.

### Peuple Refaluwasch

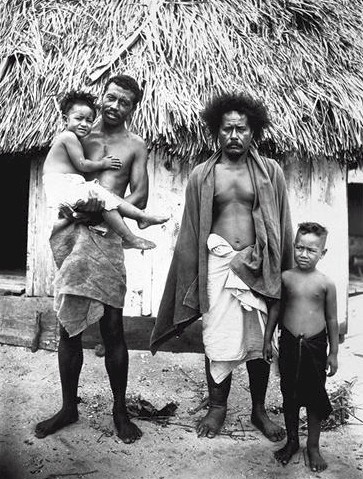
Caroliniens Refaluwasch en 1915.

Le peuple Refaluwasch est un groupe ethnique micronésien originaire d'Océanie, dans les îles Carolines, avec une population totale de plus de 8 500 personnes dans les Mariannes du Nord. Ils sont également connus sous le nom de Remathau dans les îles extérieures de Yap. Le mot carolinien signifie « Peuple des profondeurs marines ». On pense que leurs ancêtres auraient immigré d'Asie, d'Indonésie, de Mélanésie et de Micronésie il y a environ 2 000 ans. Leur langue principale est le carolinien, appelé Refaluwasch par les locuteurs natifs, qui compte au total environ 5 700 locuteurs. Les Refaluwasch sont une société matriarcale dans laquelle le respect est un facteur très important dans leur vie quotidienne, notamment envers les matriarches. La plupart des Refaluwasch sont de confession catholique.
L'immigration des Refaluwasch à Saipan a commencé au début du XIXe siècle, après que les Espagnols aient réduit la population locale d'indigènes Chamorro à seulement 3 700 personnes. Ils ont commencé à immigrer principalement à bord de petites pirogues en provenance d'autres îles, précédemment dévastées par un typhon. Les Refaluwasch ont un teint beaucoup plus foncé que les Chamorros indigènes.

### Peuple Chamorro

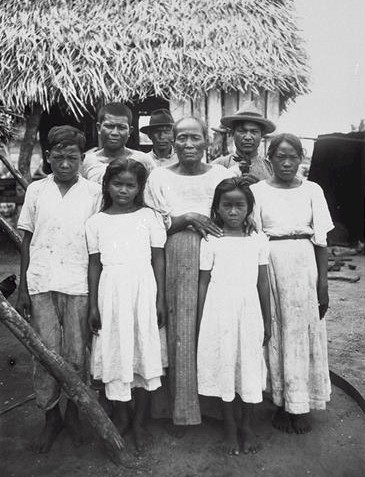
Chamorros en 1915.

Le peuple Chamorro est le peuple autochtone des îles Mariannes, politiquement divisé entre le territoire américain de Guam et les îles Mariannes du Nord en Micronésie. On pense généralement que les Chamorro sont originaires d’Asie du Sud-Est vers 2000 avant J.-C. Ils sont plus étroitement liés aux autres indigènes austronésiens à l'ouest des Philippines et à Taïwan, ainsi qu'aux Carolines au sud.
La langue chamorro fait partie du sous-groupe malayo-polynésien de la famille austronésienne. Parce que Guam a été colonisée par l'Espagne pendant plus de 300 ans, de nombreux mots dérivent de la langue espagnole. Le système de numérotation chamorro traditionnel a été remplacé par des numéros espagnols.

### Peuple Chuukois

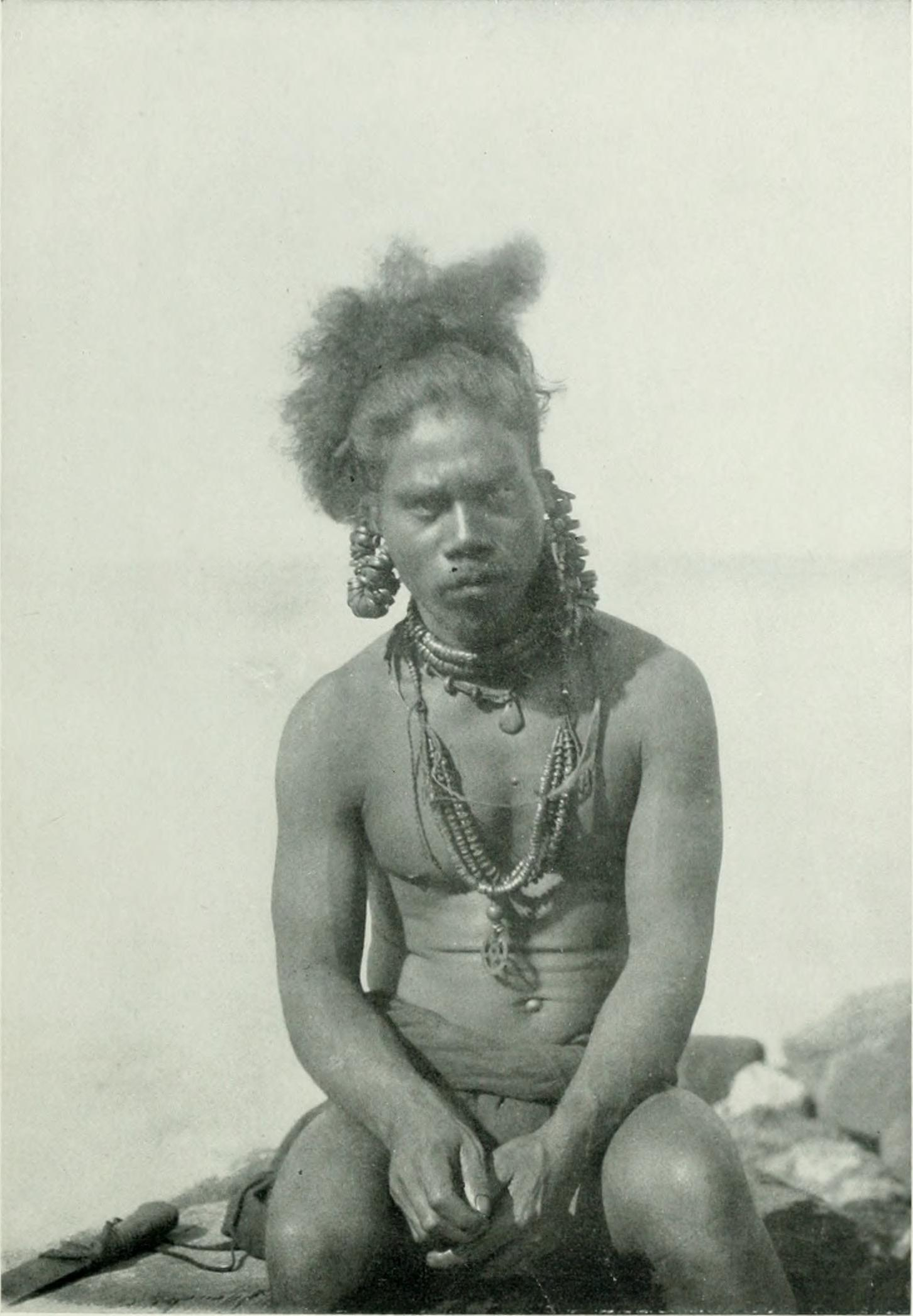
Chuukois, années 1900.

Le peuple Chuukois est un groupe ethnique de l'État de Chuuk. Ils constituent 48 % de la population des États fédérés de Micronésie. Leur langue est le Chuuk. L'atoll d'origine de Chuuk est également connu sous l'ancien nom de « Truk ».
Dans la culture Chuukoise, les hommes étaient censés défendre et protéger leur famille. Ils étaient très protecteurs envers leur clan, leur identité lignagère et leurs biens. Reculer d’un combat n’est pas considéré comme viril.

### Peuple Kiribati

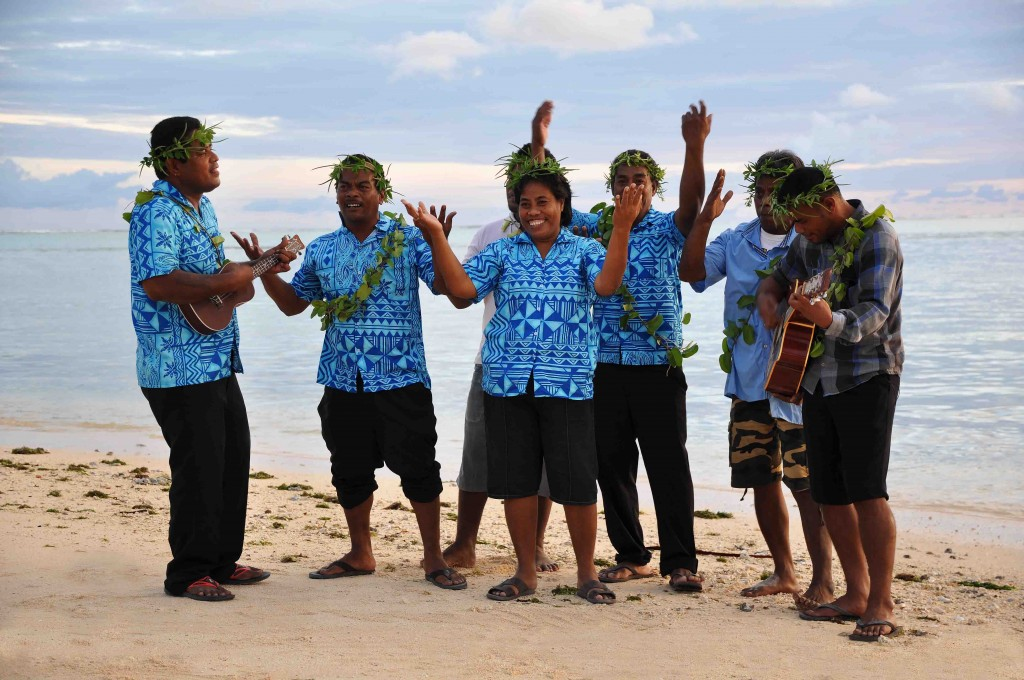
Représentants de Kiribati à la biennale de Venise en 2017.

Le peuple Kiribati, également connu sous le nom de Kiribatiens, Gilbertins ou encore I-Kiribati et Tungaru, est le peuple autochtone de Kiribati. Ils parlent le gilbertin. Ils sont au nombre de 103 000 en 2008.

### Peuple Kosrae

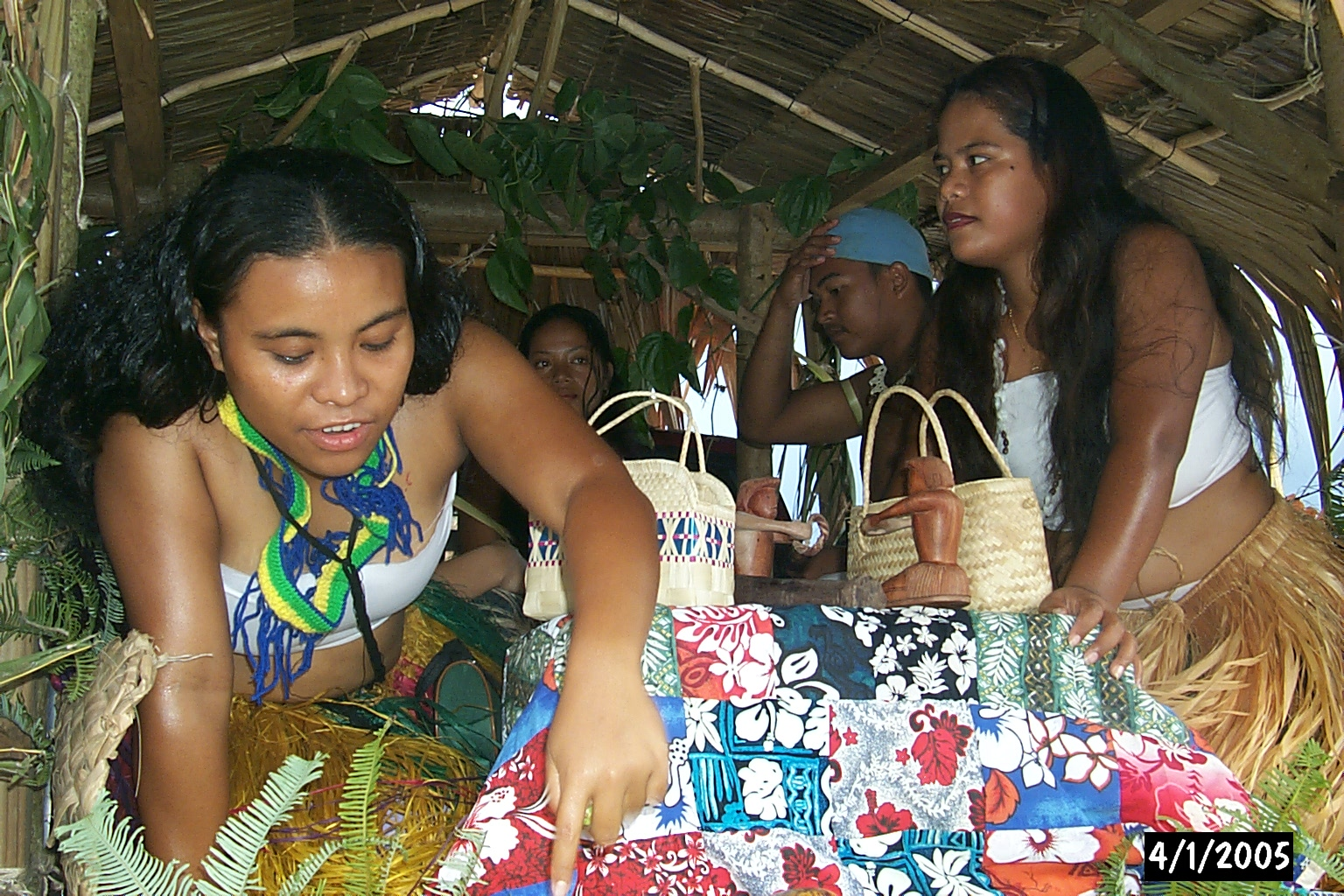
Kosréens en 2005.

Les Kosréens ou Kusaiens sont le peuple indigène de Kosrae. Ils parlent la langue kosraéenne. Ils sont au nombre d'environ 8 400 en 2013.

### Peuple Marshallais

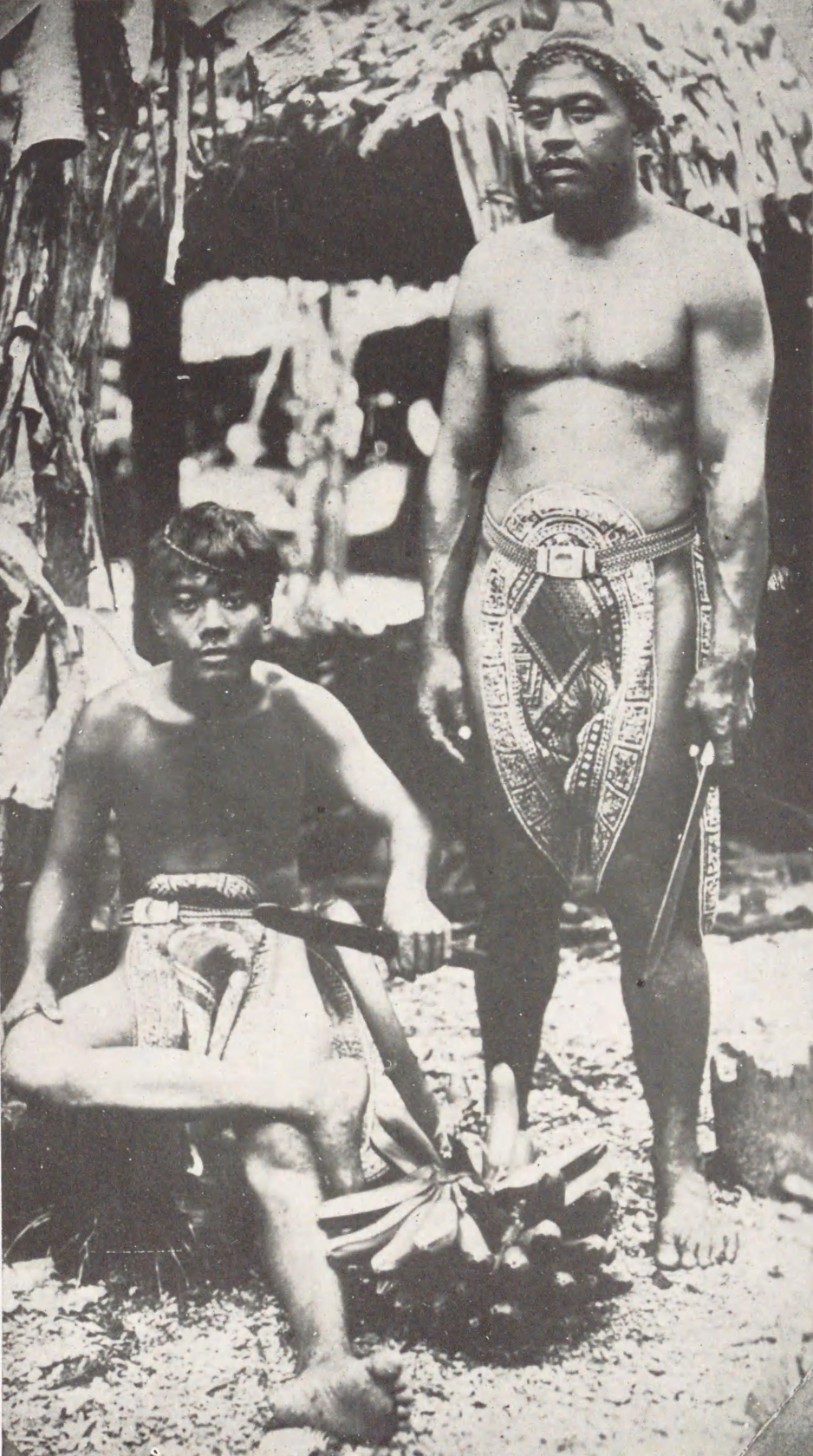
Membres du peuple Marshallais, années 1920-1930.

Le peuple Marshallais (en marshallais : kajoor ri-Ṃajeḷ, laḷ ri-Ṃajeḷ) est les habitants indigènes des Îles Marshall. Ils étaient 70 000 en 2013. La société marshallaise était organisée en trois classes sociales, les iroji étaient les chefs ou propriétaires fonciers qui dirigeaient plusieurs clans, les alap géraient le clan et les rijerbal (ouvriers) étaient des roturiers qui travaillaient la terre. Les trois classes sociales se traitaient bien et avec respect mutuel.

### Peuple Nauruan
Les Nauruans sont une ethnie habitant l'îles du Pacifique de Nauru. Il s'agit très probablement d'un mélange d'autres peuples du Pacifique.
L’origine du peuple nauruan n’a pas encore été définitivement déterminée. Cela peut éventuellement s'expliquer par la dernière migration humaine malayo-pacifique (vers 1200). Ce sont probablement des Polynésiens ou des Mélanésiens marins ou naufragés qui se sont établis à Nauru car il n'y avait pas déjà de peuple autochtone présent, alors que les Micronésiens étaient déjà croisés avec les Mélanésiens dans cette zone.

### Peuple Palaos

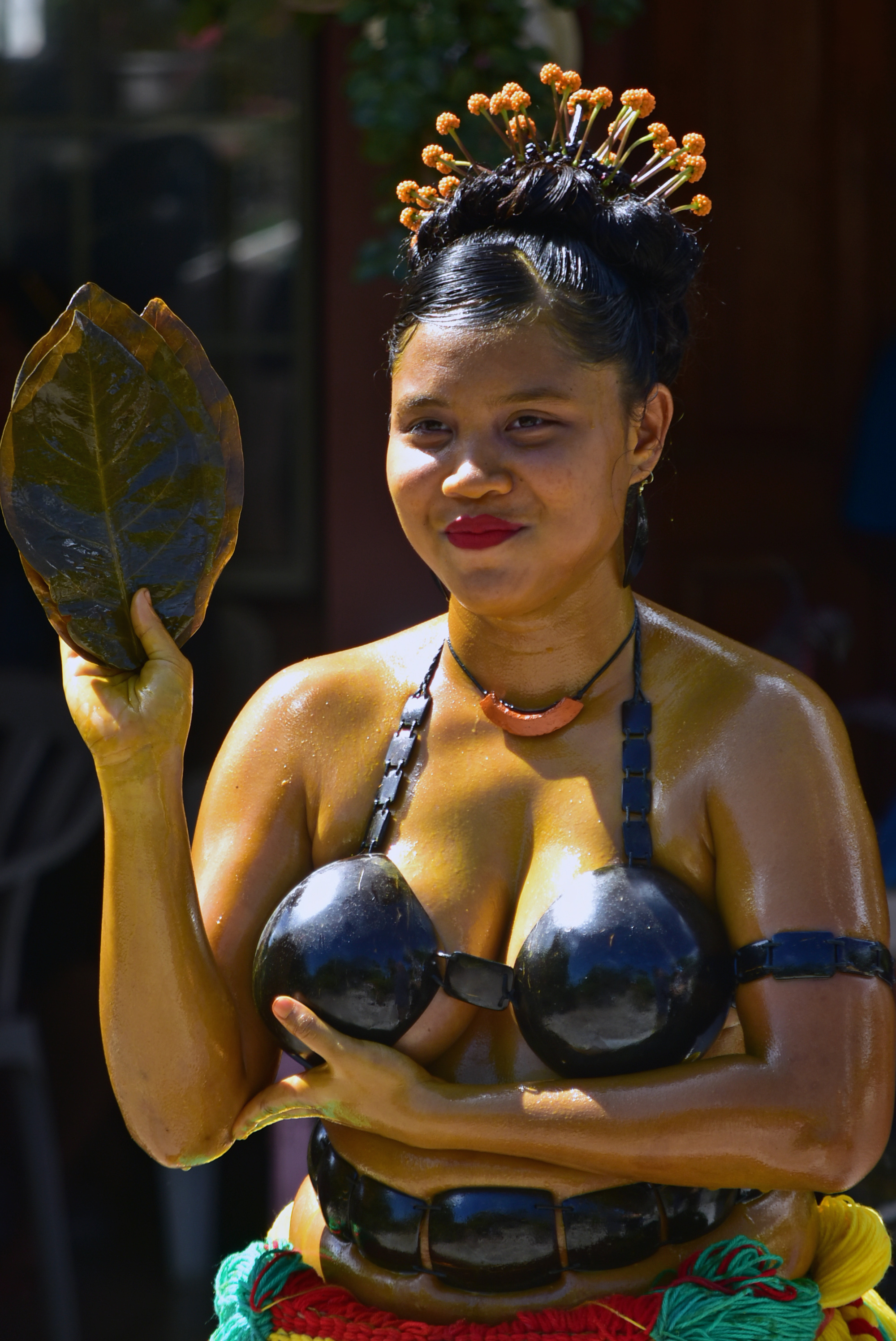
Cérémonie du premier bébé de la mère des Palaos, en 2020.

Les Palaosiens ou Belauans (en palau : Belau, ngukokl a Belau) sont le peuple indigène des Palaos. Ils étaient au nombre d'environ 26 600 en 2013,. Les Palaosiens ne sont pas connus pour être de grands voyageurs et navigateurs sur de longues distances par rapport aux autres peuples micronésiens. Le taro est au centre de leurs pratiques agricoles, même si le fruit à pain a une importance symbolique.

### Peuple Pohnpei

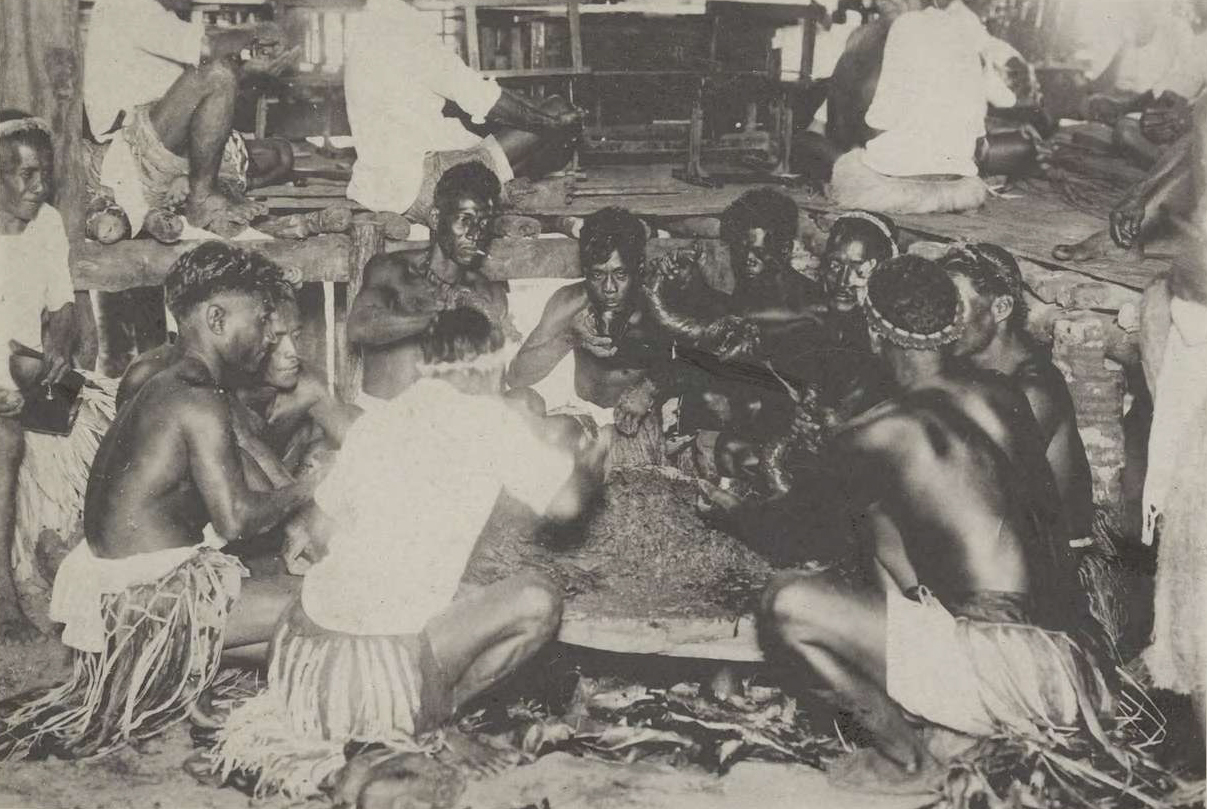
Pohnpéiens en 1935.

Les Pohnpéiens ou Ponapéiens sont le peuple indigène de Pohnpei. Ils sont environ 28 000. Ils parlent la langue pohnpei.
La société historique des Pohnpéiens était fortement structurée en cinq tribus, divers clans et sous-clans ; chaque tribu était dirigée par deux chefs principaux. Les tribus étaient organisées sur une base féodale. En théorie, « toutes les terres appartenaient aux chefs, qui recevaient un tribut régulier et dont le pouvoir était absolu ». Les punitions administrées par les chefs comprenaient la mort et le bannissement. Les guerres tribales comprenaient des pillages, des destructions de maisons et de canoës et des meurtres de prisonniers.

### Peuple Sonsorolais
Les Sonsorolais sont un peuple micronésien qui habite les îles de Pulo Anna, Merir et Sonsorol dans la nation insulaire de Palau. Une petite proportion vit à la fois dans les îles Mariannes du Nord et dans les États fédérés de Micronésie. Les Sonsorolais sont linguistiquement apparentés aux Tobiens. La plupart des Sonsorolais vivent dans le village d'Echang (en) près de Koror, où ils ont déménagé pour des raisons économiques.
Les Sonsorolais sont les plus étroitement liés aux Caroliniens sur le plan linguistique et culturel. Les informations ethnographiques à leur sujet ont été laissées par José Somera, membre de l'expédition Don Francisco Padilla qui a découvert les îles en 1710. Selon lui, leurs vêtements se composaient d'un tablier, d'un manteau et d'un chapeau conique, et étaient semblables à ceux décrits par Paul Klein en 1696 chez les Caroliniens.

### Peuple Tobi

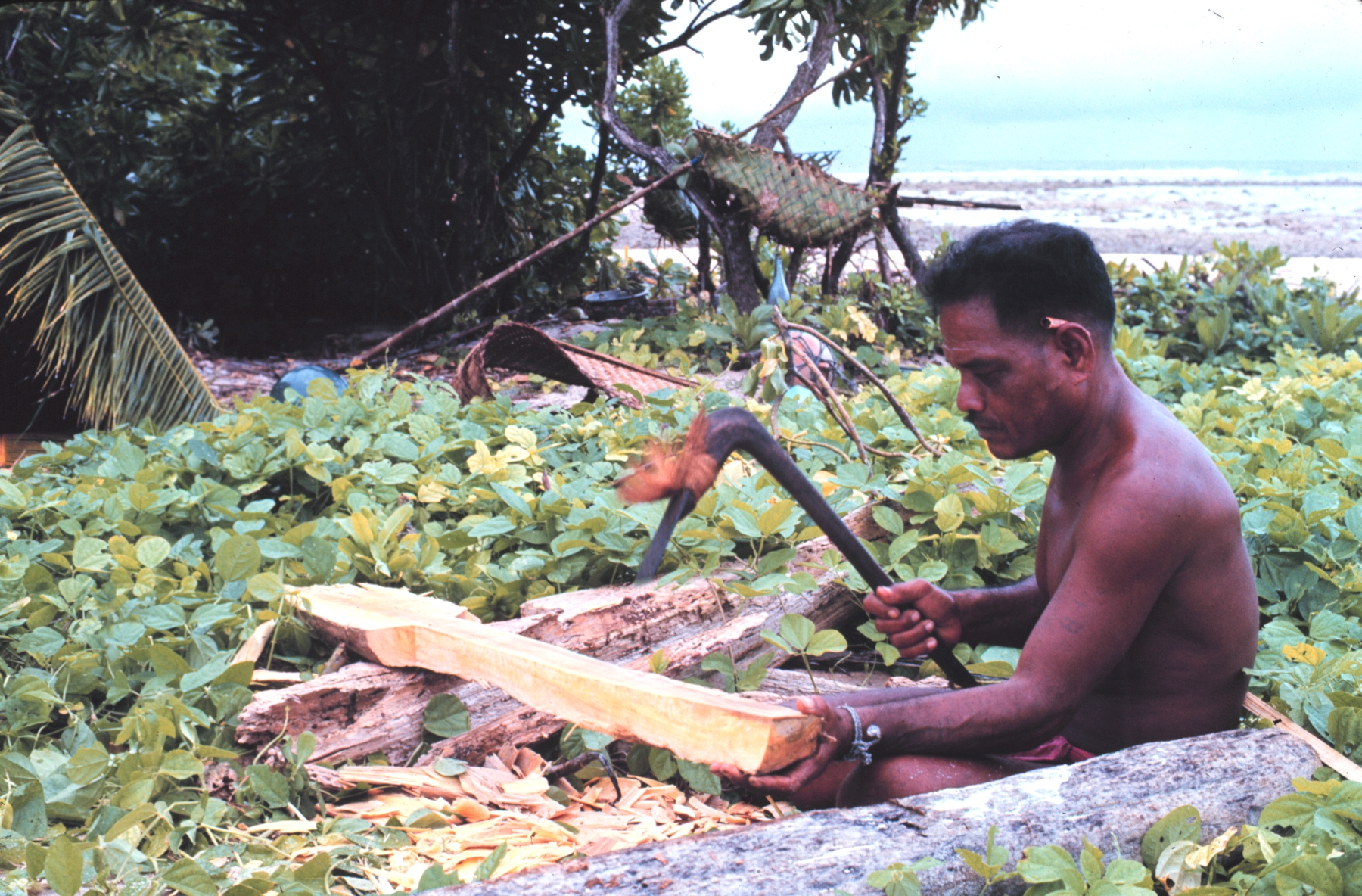
Fabrication d'une pagaie à l'herminette sur l'île de Tobi.

Le tobi est une langue micronésienne parlée dans les États de Hatohobei (Tobi) et de Koror aux Palaos par environ 150 personnes. Il est notamment parlé sur l'île de Tobi (Torovei) dans l'État de Hatohobei, ainsi que sur l'île de Koro dans l'État de Koror. Il est étroitement lié au Sonsorolese.
Les Tobiens partagent un héritage culturel qui montre des liens étroits avec les peuples des îles Carolines centrales, à plus de 1 000 km au nord-est et de l'autre côté des Palaos.

### Peuple Yapais

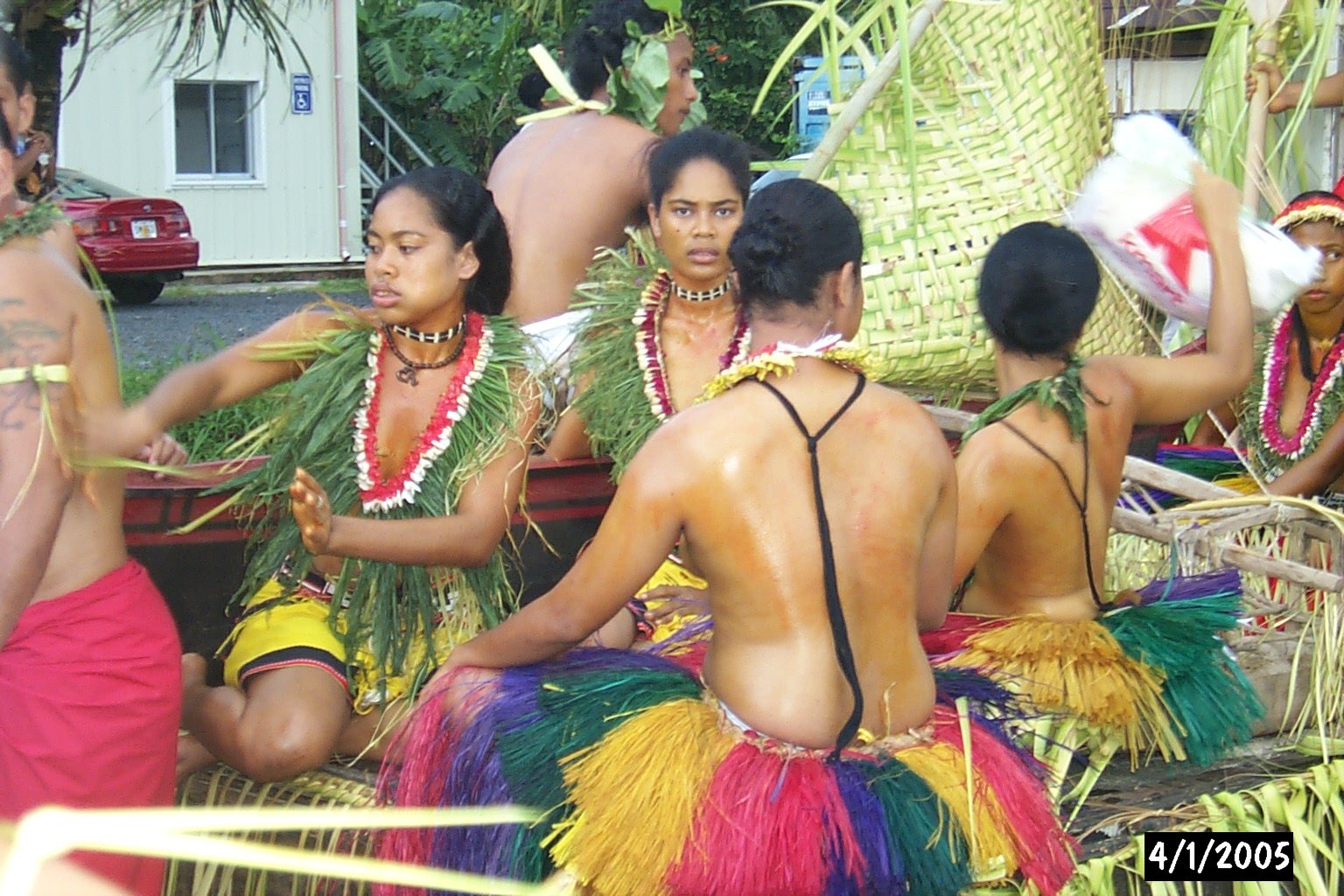
Yapais en 2005.

Le peuple Yapais (en) est un groupe ethnique micronésien qui compte environ 15 000 personnes. Ils sont originaires de l'île principale de Yap et parlent la langue yap.

## Langues

Langues de Micronésie.

Quinze langues distinctes sont parlées par les Micronésiens. Le plus grand groupe de langues parlées par les Micronésiens sont les langues micronésiennes. Elles appartiennent à la famille des langues océaniques, faisant partie du groupe linguistique austronésien. Elles descendent de la langue proto-océanique, qui à son tour descend du proto-austronésien via les langues proto-malayo-polynésiennes (en). Les langues de la famille micronésienne sont le marshallais, le gilbertin, le kosrae, le nauruan, ainsi qu'une grande sous-famille appelée les langues chuuko–pohnpéïques (en) contenant 11 langues. La langue yap est une branche distincte des langues océaniennes, en dehors de la branche micronésienne.
On parle deux langues malayo-polynésiennes qui n'appartiennent pas aux langues océaniennes : le chamorro aux îles Mariannes et le palau aux Palaos.

## Navigation micronésienne

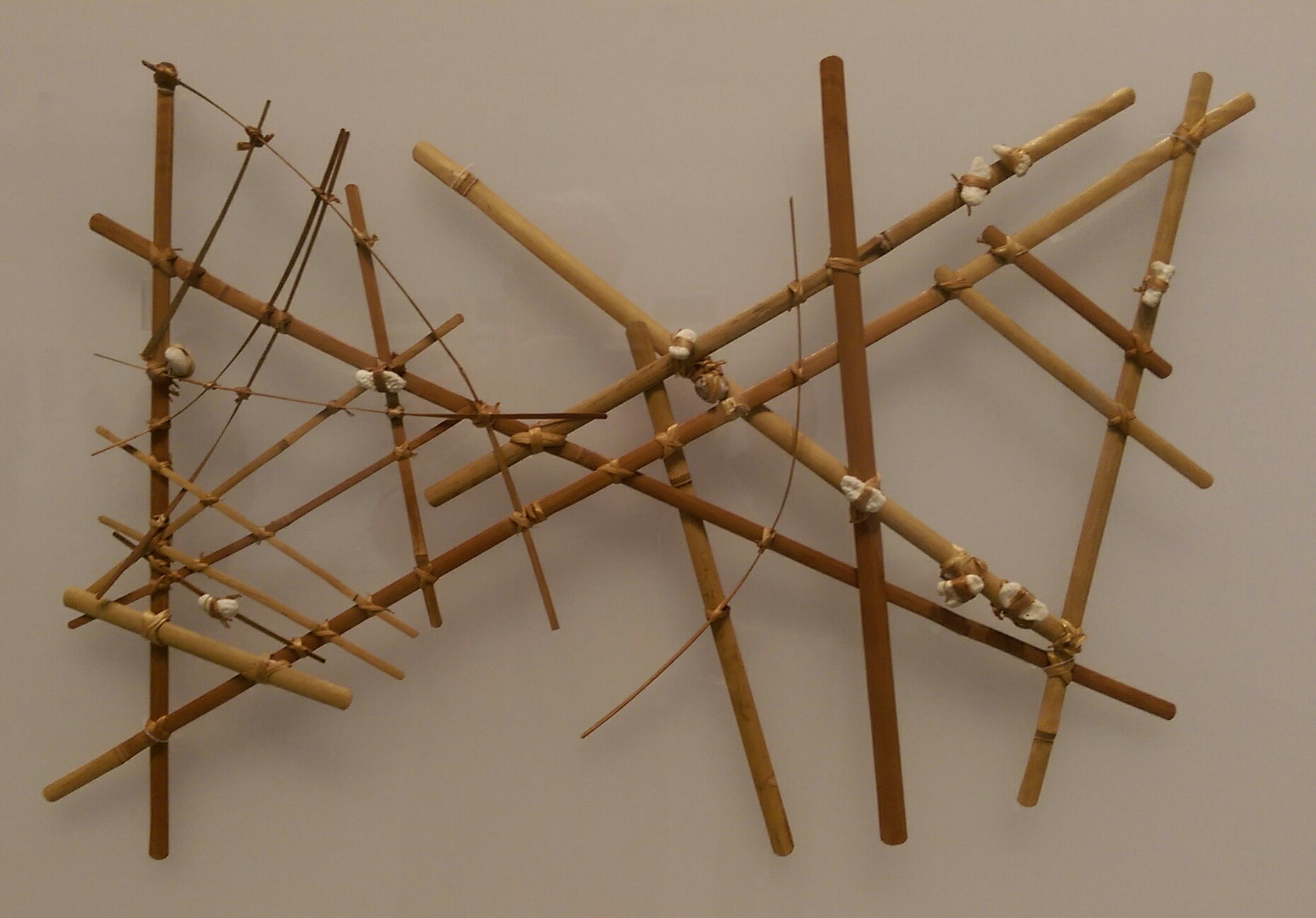
Cartes de navigation micronésiennes, celles-ci étaient utilisées par les Micronésiens pour naviguer à travers le vent et les courants d'eau.

Les techniques de navigation micronésiennes sont les compétences de navigation utilisées depuis des milliers d'années par les navigateurs qui voyageaient entre les îles de Micronésie dans l'Océan Pacifique. Ces voyageurs utilisaient des techniques d'orientation telles que la navigation astronomique et l'observation des oiseaux, de la houle océanique et de la configuration des vents, et s'appuyaient sur un vaste ensemble de connaissances issues de la tradition orale,,. Weriyeng est l'une des deux dernières écoles de navigation traditionnelle trouvées dans les îles Carolines centrales en Micronésie, l'autre étant Fanur,.

## Culture
La culture micronésienne est très diversifiée à travers les atolls et influencée par les cultures environnantes. À l'est on trouve une culture plus polynésienne avec des classes sociales (nobles, roturiers et esclaves) et à l'ouest une culture d'influence plus mélanésienne-indonésienne dirigée par des chefs de tribus sans noblesse, les Mariannes étant une exception. Les Micronésiens forment une région culturelle, car ils ont beaucoup plus en commun les uns avec les autres dans les pratiques culturelles et l'organisation sociale qu'avec d'autres sociétés voisines des Philippines, de l'Indonésie, de la Mélanésie et de la Polynésie.
Les cultures micronésiennes ont évolué à partir d’une fondation commune et partagent un dominateur commun dans la relation et la dépendance qu’elles entretiennent avec leurs terres ancestrales. La terre ancestrale a influencé l'organisation sociale, les structures familiales, l'économie, la nourriture partagée et le travail commun. La famille micronésienne est formée de quatre éléments d’égale importance : le foyer, le noyau familial, la famille élargie et un lignage. La famille et la communauté coopéreraient dans la pêche, l'agriculture, l'éducation des enfants et la transmission des connaissances aux générations suivantes. Les individus et les familles modifient leur comportement pour coopérer avec la communauté.
L'autorité était basée sur l'âge et les Micronésiens apprenaient à respecter et à tenir leurs aînés en haute estime, ce qu'ils exprimaient en gardant le silence en présence de leurs aînés. Les anciens faisaient la médiation et résolvaient les conflits.

### Musique et danse

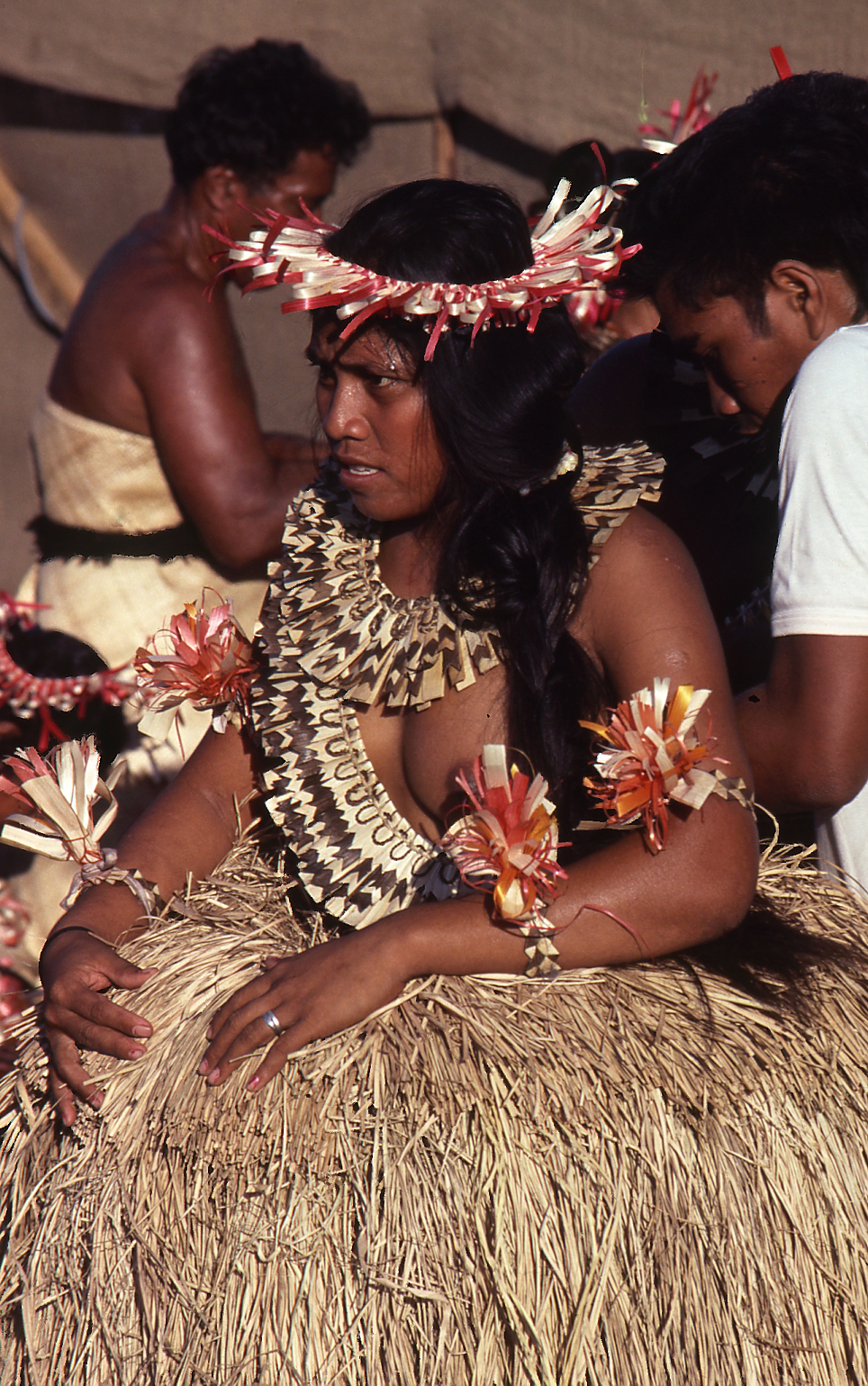
Danse Te Buki réalisée par des Kiribatis.

La plupart des peuples micronésiens manquaient d'instruments de musique et produisaient donc de la musique uniquement par des chants. Les hommes importants faisaient composer des chansons sur leurs capacités ou leurs actes, par leurs épouses ou partenaires. Ces chants pouvaient perdurer même après la mort et donner aux hommes un statut héroïque.

### Religion
Les religions traditionnelles de Micronésie étaient extrêmement hétérogènes. Cependant, on sait très peu de choses sur la plupart d'entre elles, car les îles ont été évangélisées très tôt (du XVIe au XVIIIe siècle) de sorte que les religions indigènes n'ont pu survivre que sur quelques îles. Cependant, certaines manifestations importantes de la pratique et de la pensée religieuses peuvent être identifiées pour l'ensemble de l'espace culturel micronésien :
- Mythes de création similaires (origine des personnes issues d'ancêtres mythiques — principalement des mères ancestrales)
- Héros de la culture (marins mythiques porteurs de biens culturels importants)
- Visions du monde mythiques (zones terrestres et maritimes dans différentes « couches » et points cardinaux)
- Concepts dualistes (toute chose matérielle et tout être vivant possède un double spirituel)
- Âmes libres, qui peuvent quitter le corps dans un rêve
- Mana (pouvoir transcendant qui peut être transféré aux personnes, mais aussi aux phénomènes naturels, par le biais de performances et d'actes, entre autres)
- Styles artistiques à motivation religieuse (sculptures sur les lieux de réunion traditionnels et les installations religieuses)

Les religions traditionnelles micronésiennes mettaient l’accent sur le culte des ancêtres et embrassaient les esprits et les fantômes. Après la mort, l'esprit d'une personne passait dans un monde au-delà ou restait sur l'île pour aider ou nuire aux vivants ; une mort naturelle produirait un fantôme bienveillant tandis qu'une mort non naturelle produirait un fantôme malveillant. D'autres esprits étaient associés à des lieux, des objets naturels, des métiers et des activités spéciales. Diverses professions dirigeaient des chants et des offrandes à leurs esprits protecteurs, ce qui, selon elles, contrôlerait le résultat de leurs efforts. Les Micronésiens croyaient que toutes les maladies étaient causées par les esprits. Des chamans, des médiums, des devins et des sorciers pouvaient être consultés pour s'occuper du monde des esprits. Des tabous étaient souvent placés sur la nourriture et les activités sexuelles avant qu'une personne ne s'engage dans une activité importante. Violer ce tabou amènerait un esprit à envoyer la maladie ou la mort au délinquant ou même à la communauté entière.

### Mythologie
La mythologie micronésienne comprend les systèmes de croyances traditionnels des Micronésiens. Il n'existe pas de système de croyance unique dans les îles de Micronésie, car chaque région insulaire possède ses propres êtres mythologiques.
Les croyances traditionnelles ont décliné et ont changé avec l’arrivée des Européens, de plus en plus fréquente après les années 1520. De plus, le contact avec les cultures européennes a entraîné des changements dans les mythes et légendes locales.

## Galerie

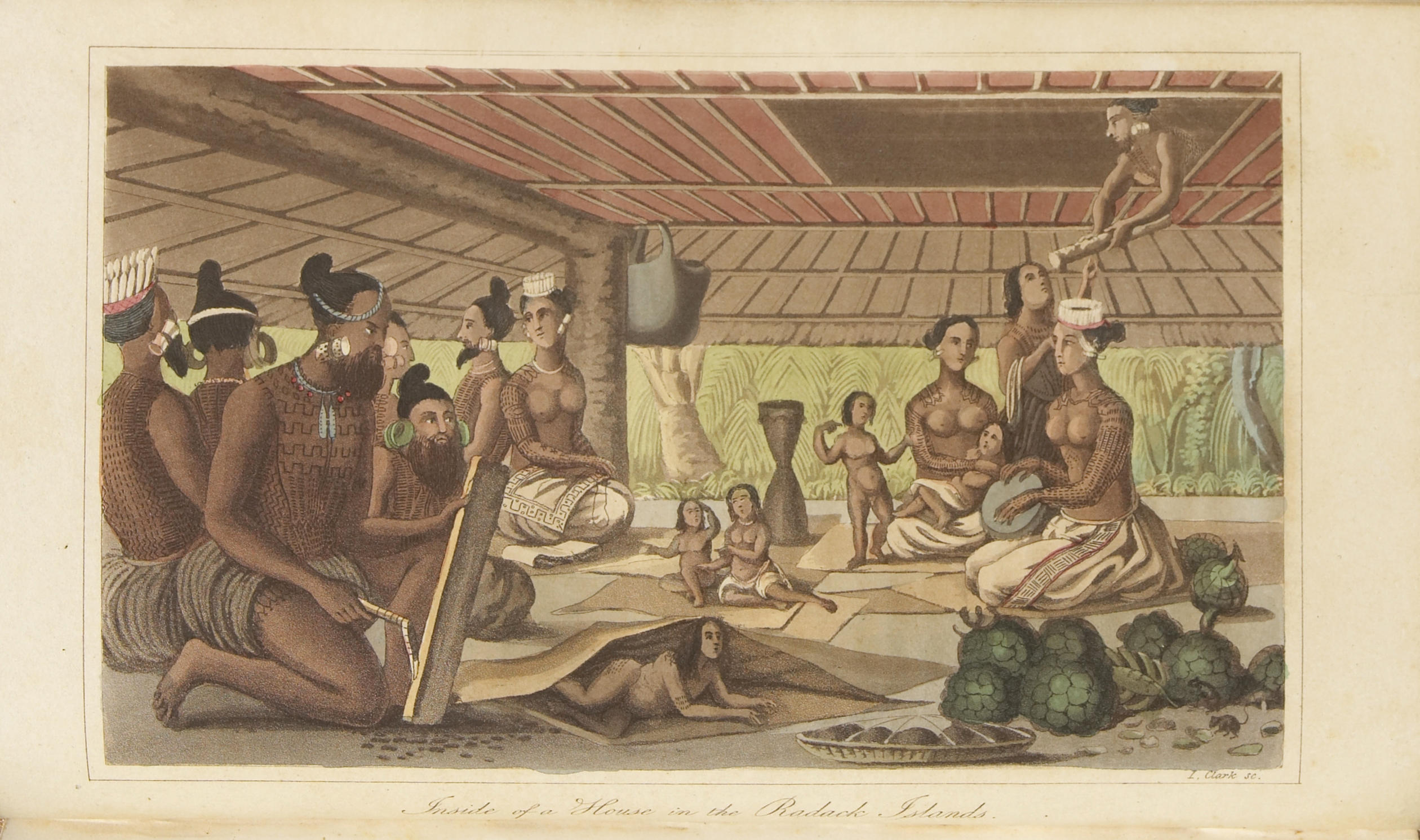
Une maison marshallaise, 1821.
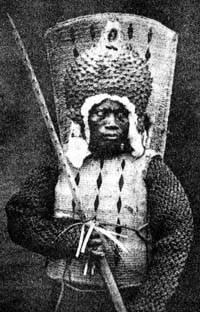
Un guerrier nauruan, 1880.
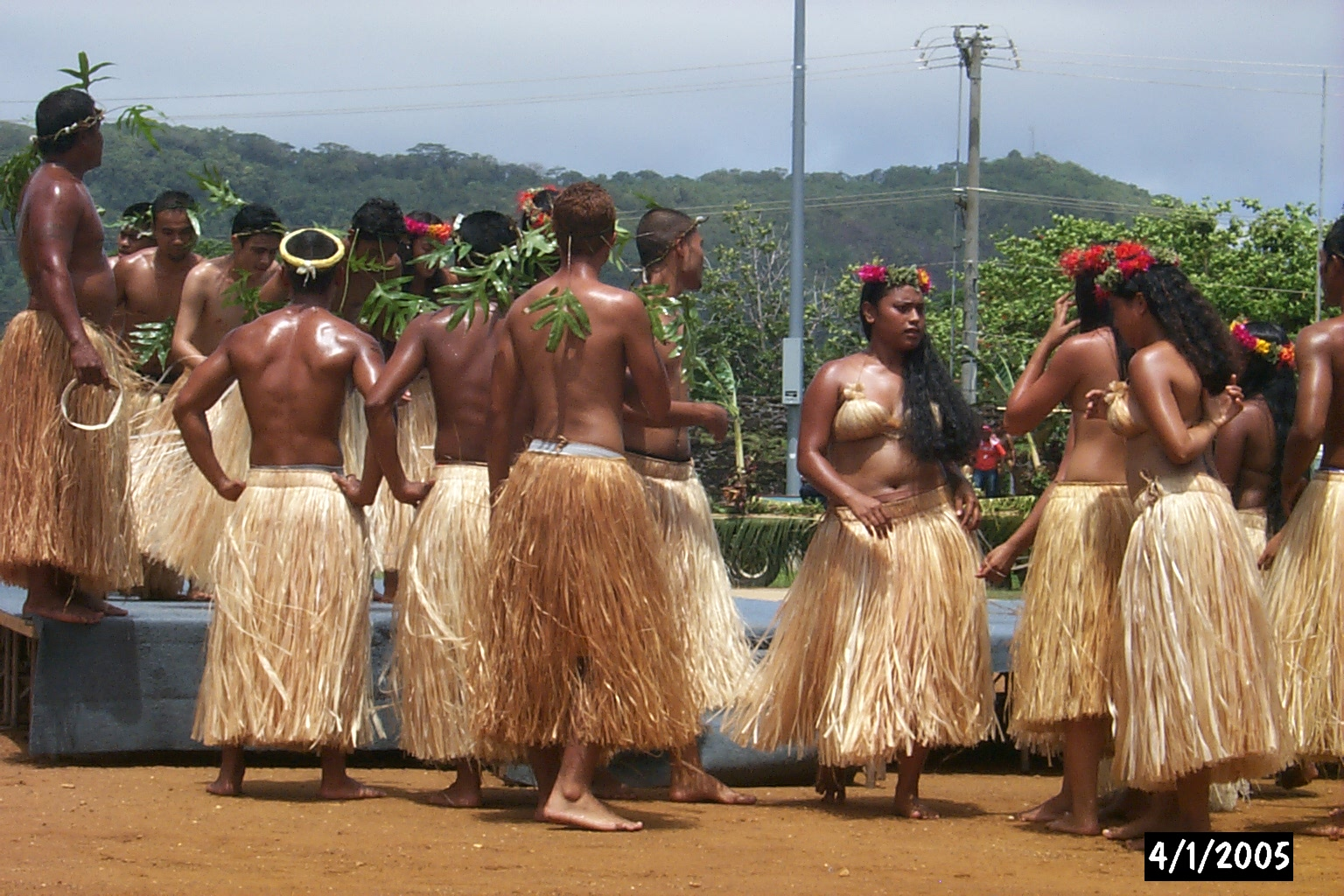
Danse en jupes de paille, 2005.
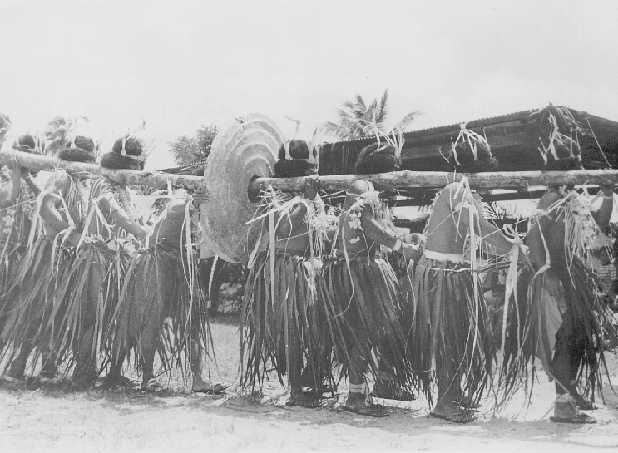
Présentation de la monnaie de pierre Yapaise.
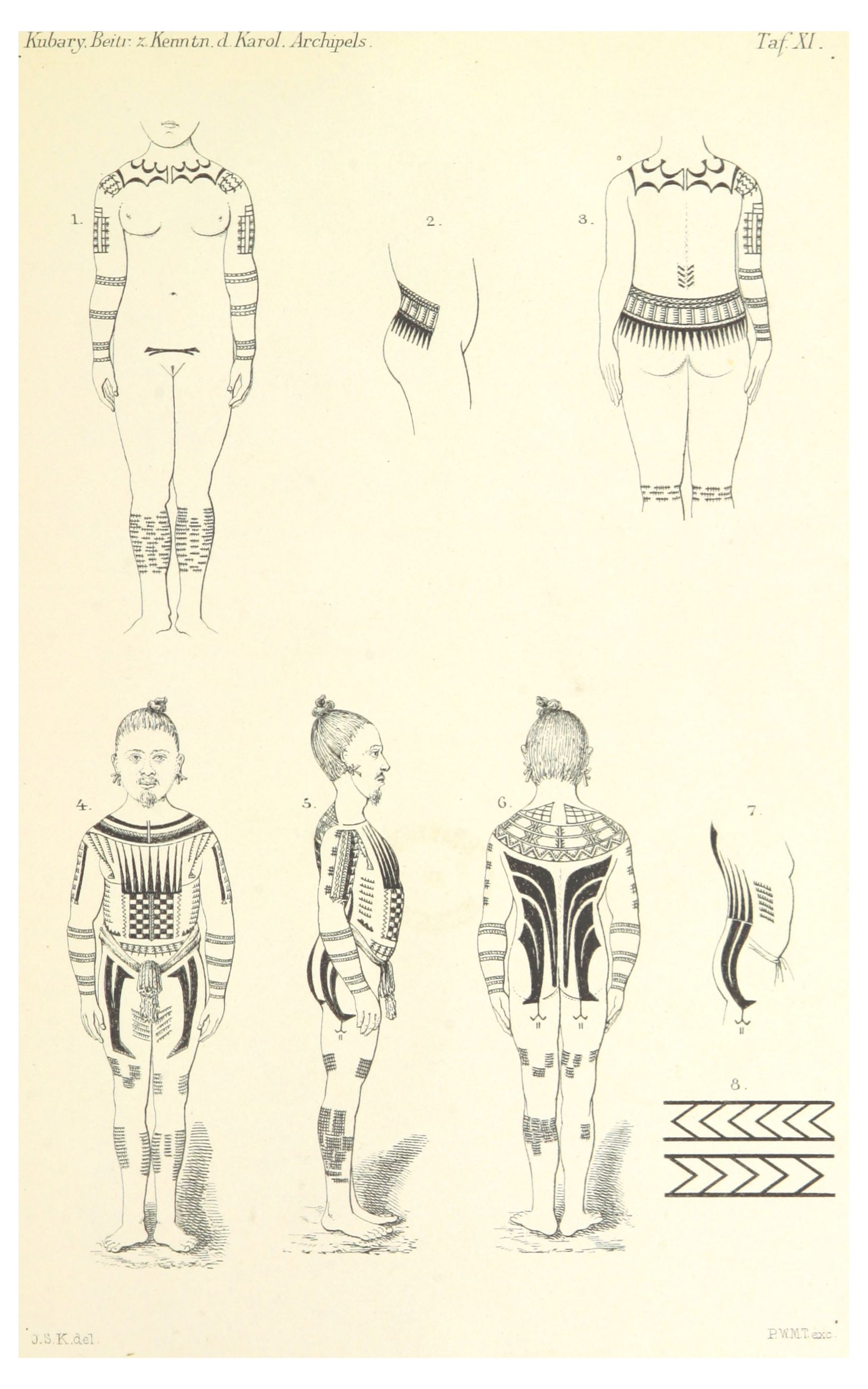
Tatouages dans les îles Carolines, 1889.
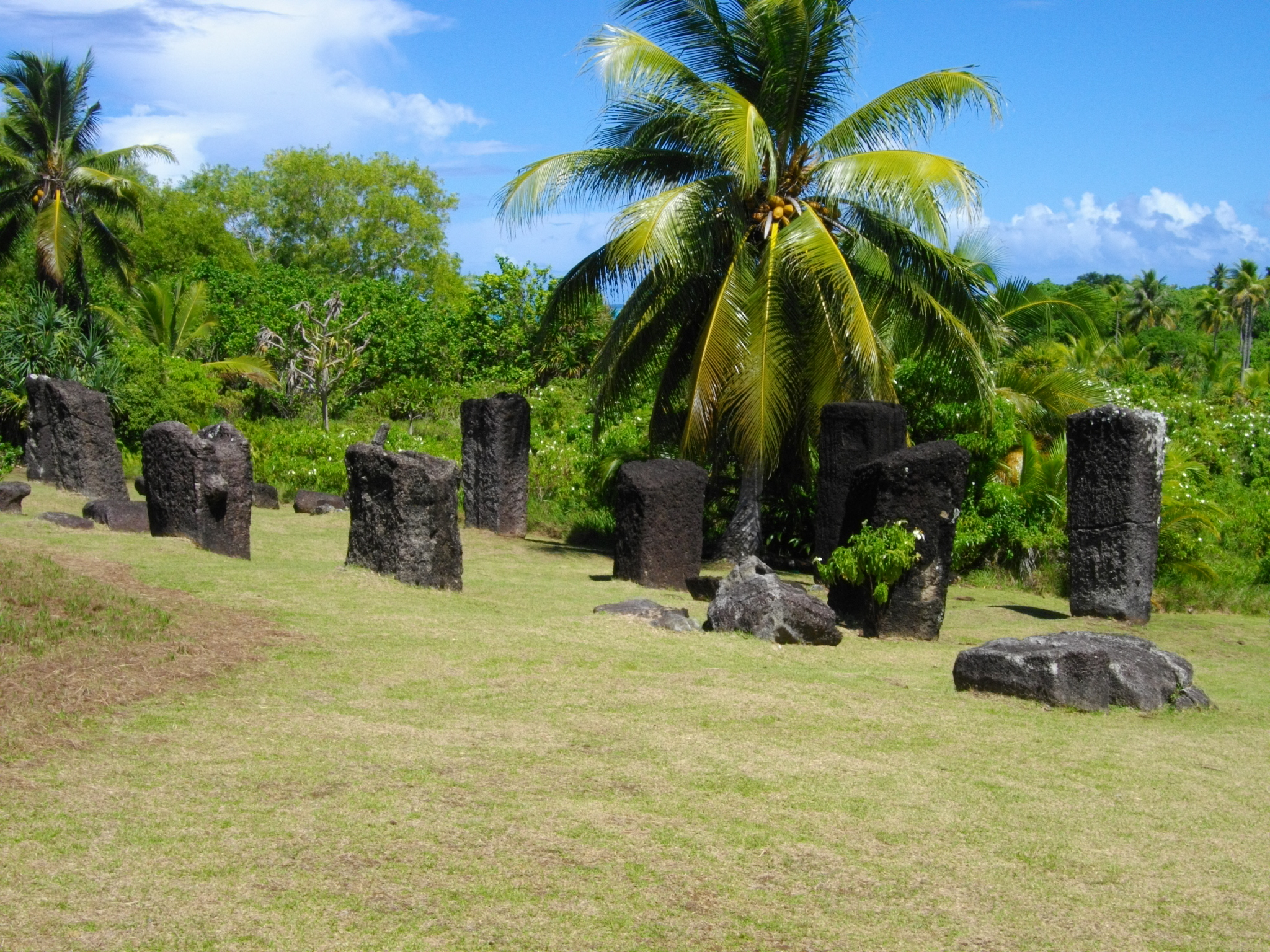
Monolithes de pierre de Badrulchau.